# Midfield, Alabama
Midfield är en stad (city) i Jefferson County, i delstaten Alabama, USA. Enligt United States Census Bureau har staden en folkmängd på 5 370 invånare (2011) och en landarea på 6,9 km².